# Arayik Haroutiounian
Pour les articles homonymes, voir Haroutiounian.
Arayik Haroutiounian (en arménien Արայիկ Հարությունյան, en russe Араик Арутюнян), né le 14 décembre 1973 à Stepanakert, est un homme d'État arménien du Haut-Karabagh. Il est Premier ministre du Haut-Karabagh de 2007 à 2017, puis ministre d'État de 2017 à 2018 et président de la république d'Artsakh de 2020 à 2023.

## Biographie

### Carrière professionnelle
Arayik Haroutiounian commence sa carrière comme directeur de banque à Stepanakert, avant de devenir gérant de sociétés, en particulier de Karabakh Gold.[réf. nécessaire]
De sa carrière bancaire, est issu son surnom de Banki Arayiki qui signifie « Arayik de la banque ».[réf. nécessaire]

### Carrière politique
En 2004, il soutient la candidature malheureuse d'un des candidats à la mairie de Stepanakert.[évasif][réf. nécessaire]
En juin 2005, il se présente aux élections législatives du Haut-Karabagh sous l'étiquette du parti politique Libre patrie, qu'il a activement participé à créer. Le parti Libre patrie obtient 10 sièges sur 33 lors de ce scrutin. Lui-même élu parlementaire, Arayik Haroutiounian dirige la commission des finances de l'Assemblée nationale.[réf. nécessaire]
Le 14 septembre 2007, il est nommé Premier ministre par le président de la république du Haut-Karabagh, Bako Sahakian. Le vote de confiance du Parlement lui accorde unanimement 32 voix favorables sur 32 présents. Il est reconduit à son poste après la présidentielle de 2012.[réf. nécessaire]
Après l'adoption de la nouvelle constitution par le référendum du 20 février 2017 qui établit un régime présidentiel, le poste de Premier ministre disparaît. Le 25 septembre, Haroutiounian abandonne cette fonction, mais demeure au gouvernement avec le titre de ministre d'État, qu'il conserve jusqu'au 6 juin 2018.
Le 31 mars 2020, il arrive en tête lors du premier tour de l'élection présidentielle avec 49,17 % des voix. Il est élu au second tour le 14 avril suivant avec 88 % des voix. Il prête serment et entre en fonction le 21 mai.
Le pays connait une sévère défaite lors de la guerre de 2020 au Haut-Karabagh, suivie d'une crise frontalière entre l'Arménie et l'Azerbaïdjan. Le blocus du corridor de Latchine à partir de décembre 2022 provoque une crise humanitaire qui évolue en une famine qualifiée par les Arméniens d'Artsakh de tentative de génocide,.
En mai 2022, il propose une réforme constitutionnelle sur un retour au régime semi-présidentiel. Il retire le projet en décembre. Le projet est approuvé en première lecture en avril 2023. Le projet doit être adopté lors de la session suivante.
Le 16 mars 2023, le Parlement adopte un amendement de la Constitution pour lui permettre d'élire un nouveau président de la République au suffrage indirect pour terminer le mandat du président sortant si le poste devient vacant. Cette réforme est perçue comme un prélude à la démission d'Haroutiounian, même si la présidence dément. Le 31 août, il annonce qu'il remettra sa démission le 1er septembre au Parlement en affirmant que son maintien dans sa position pourrait constituer un obstacle aux négociations entre Artsakh et l'Azerbaïdjan. Il déclare également que la défaite dans la guerre de 2020 et les événements ultérieurs avaient « sensiblement réduit la confiance [parmi les habitants d'Artsakh] dans les autorités, en particulier le président », ce qui limitait l'efficacité du gouvernement. Le président de l'Assemblée nationale, Davit Ichkhanian, assure l'intérim,. Le 9 septembre, Samvel Chakhramanian, président du Conseil de sécurité nationale, qu'il a nommé ministre d'État à la veille de sa démission, est élu par le Parlement pour lui succéder.
Dans le cadre de ses fonctions de président de la république d'Artsakh, Haroutiounian effectue en compagnie de son ministre des Affaires étrangères David Babayan une visite de quatre jours en France à partir du 5 décembre 2022. Il y rencontre Valérie Pécresse, présidente de la région Île-de-France qu'il avait reçue à Stepanakert en décembre 2021, se rend au Sénat et à l'Assemblée nationale puis est reçu par Anne Hidalgo, maire de Paris,.

### Prises de position
Le 22 février 2022, deux jours avant le début de la tentative d'invasion de l'Ukraine par la Russie, Haroutiounian a publiquement félicité Vladimir Poutine pour la reconnaissance par ce dernier de l'indépendance de la république populaire de Lougansk et de la république populaire de Donetsk,.

### Arrestation
Le 3 octobre 2023, les trois derniers anciens présidents du Haut-Karabagh, Arkadi Ghukasian, Bako Sahakian et Haroutiounian, ainsi que Davit Ichkhanian, président par intérim en septembre 2023 et porte-parole de l'Assemblée du Haut-Karabakh, sont arrêtés par les douaniers azerbaïdjanais. Haroutiounian est transféré à Bakou pour crime contre l'Azerbaïdjan.

### Inculpation
Un communiqué de presse conjoint des services de presse du service de sécurité de l'État et du bureau du procureur général de la république d'Azerbaïdjan publié le 5 octobre 2023précise les chefs d'inculpation concernant Haroutiounian : ce dernier a été inculpé en vertu des articles 100 - planification,  préparation, déclenchement ou conduite d'une guerre d'agression, 116 - violation des normes du droit international humanitaire dans le cadre d'un conflit armé, 117 - ordre donné de commettre des crimes dans le cadre d'un conflit armé, 120 - meurtre avec préméditation, 214, 214-1, 214-3 - terrorisme, 218 - création d'une organisation criminelle, 279 -création de groupes armés non prévus par la loi, et d'autres articles du code pénal azerbaïdjanais.
Le communiqué de presse précise qu'une enquête a déterminé qu'il a notamment « participé à une guerre d'agression » sur le territoire de la république d'Azerbaïdjan sous le titre de « président de la république du Haut-Karabakh » et d'autres noms, procédé au recrutement, à la formation et au financement de mercenaires, violé les règles du droit international humanitaire et émis des ordres de commettre des crimes dans le cadre d'un conflit armé. »
Il est précisé en outre que « les territoires de la république d'Azerbaïdjan ont été continuellement minés et que des missiles balistiques et autres ont été tirés sur des zones résidentielles et des biens civils de zones densément peuplées, à savoir la ville de Gandja et la région de Barda en république d'Azerbaïdjan, situées en dehors de la zone du front. » Ces derniers éléments constitueraient des actes terroristes, d'où l'inculpation d'Haroutiounian sous ce chef.